# Quella strana voglia d'amare
Quella strana voglia d'amare è un film italiano del 1977 diretto da Mario Imperoli.

## Trama
Angela e Marco sono sorella e fratello neomaggiorenni, vivono in una grande casa di campagna fuori dal resto del mondo, uniti da un rapporto quantomeno ambiguo, che va ben oltre l'affetto fraterno. Ma questo rapporto entra in crisi all'arrivo di Claudia, una maestra ospitata in casa loro, che sconvolgerà le relazioni dei due fratelli con esiti drammatici.

## Curiosità
- Si tratta del penultimo film del regista Mario Imperoli, che morì proprio nel corso del 1977.
- Anche in questo film di Imperoli, come in altri lavori del regista, si può sentire un brano di Fabrizio De André, ovvero Amore che vieni, amore che vai.